# Hart's War
Hart's War (prt: Em Defesa da Honra; bra: A Guerra de Hart) é um filme estadunidense de 2002, um drama de guerra dirigido por Gregory Hoblit.

## Sinopse
Durante a II Guerra Mundial, o jovem Tommy Hart (Colin Farrell) é capturado pelos alemães e enviado para um campo de concentração. Nesse campo, um soldado negro é acusado de assassinato e o coronel William McNamara (Bruce Willis) nomeia Hart como responsável pela defesa desse soldado.

## Recepção da crítica
Hart's War teve recepção mista por parte da crítica especializada. Em base de 32 avaliações profissionais, alcançou uma pontuação de 49% no Metacritic. Por votos dos usuários do site, atinge uma nota de 6.5, usada para avaliar a recepção do público.